# Linetta Wilson
Linetta A. Wilson, ameriška atletinja, * 11. oktober 1967, Pasadena, Kalifornija, ZDA.
Nastopila je na poletnih olimpijskih igrah leta 1996 in osvojila naslov olimpijske prvakinje v štafeti 4×400 m.